# Margaritispora aquatica
Margaritispora aquatica är en svampart som beskrevs av Ingold 1942. Margaritispora aquatica ingår i släktet Margaritispora, ordningen disksvampar, klassen Leotiomycetes, divisionen sporsäcksvampar och riket svampar.   Inga underarter finns listade i Catalogue of Life.